# Thomas Edward Rogers
Thomas Edward Rogers, CMG, MBE (* 28. Dezember 1912; † 26. November 1999) war ein britischer Diplomat.
Von 1946 bis 1947 war Rogers in Britisch-Belutschistan als Assistant Political Agent im Einsatz und zwar in den Distrikten Quetta und Pishin.
Rogers trat am 1. Dezember 1948 als Botschaftsrat siebter Klasse in den auswärtigen Dienst ein. Als er 1960 CMG wurde, war er gerade Botschaftsrat (Counsellor Economic/Commercial) in Belgrad.
Von 1970 bis 1973 war Rogers britischer Botschafter in Kolumbien.

## Veröffentlichungen
- Spain: economic and commercial conditions in Spain. (1957)
- Great game, grand game: memoirs of India, the Gulf & diplomacy. (1991)